# Уряд Белізу
Уряд Белізу — вищий орган виконавчої влади Белізу.

## Голова уряду
- Прем'єр-міністр — Дін Олівер Берроу (англ. Dean Oliver Barrow).
- Перший віце-прем'єр-міністр — Гаспар Вега (англ. Gaspar Vega).

## Кабінет міністрів
Склад чинного уряду подано станом на 11 березня 2016 року.
| Логотип | Міністерство                                                                          | Міністр                                           | Фото | Час на посаді | Час на посаді | Партія | Партія | Вебсайт |
| ------- | ------------------------------------------------------------------------------------- | ------------------------------------------------- | ---- | ------------- | ------------- | ------ | ------ | ------- |
|         | Міністерство державної служби, енергетики й комунальних служб                         | Дін Олівер Берроу (Dean Oliver Barrow)            |      |               |               |        |        |         |
|         | Міністерство економічного розвитку, нафти, інвестицій, торгівлі та бізнесу            | Ервін Контрерас (Erwin Contreras)                 |      |               |               |        |        |         |
|         | Міністерство житлово-комунального господарства і міського розвитку                    | Майкл Фіннеган (Michael Finnegan)                 |      |               |               |        |        |         |
|         | Міністерство закордонних справ                                                        | Вілфред Пітер Елрінгтон (Wilfred Peter Elrington) |      |               |               |        |        |         |
|         | Міністерство інформації, телекомунікацій і комунальних служб                          | Елвін Пеннер (Elvin Penner)                       |      |               |               |        |        |         |
|         | Міністерство людського розвитку, соціальної трансформації та запобіганню бідності     | Ентоні Мартінес (Anthony Martinez)                |      |               |               |        |        |         |
|         | Міністерство національної безпеки                                                     | Джон Біркмен Салдівар (John Birchman Saldivar)    |      |               |               |        |        |         |
|         | Міністерство освіти, культури, молоді і спорту                                        | Патрік Фабер (Patrick Faber)                      |      |               |               |        |        |         |
|         | Міністерство охорони здоров'я                                                         | Пабло Марін (Pablo Marin)                         |      |               |               |        |        |         |
|         | Міністерство праці, місцевого самоврядування і розвитку сільських регіонів            | Г'юго Патт (Hugo Patt)                            |      |               |               |        |        |         |
|         | Міністерство праці, транспорту і надзвичайних ситуацій                                | Рене Монтеро (Rene Montero)                       |      |               |               |        |        |         |
|         | Міністерство природних ресурсів та імміграції                                         | Годвін Халс (Godwin Hulse)                        |      |               |               |        |        |         |
|         | Міністерство сільського, рибного і лісового господарств, екології та сталого розвитку | Гаспар Вега (Gaspar Vega)                         |      |               |               |        |        |         |
|         | Міністерство туризму та цивільної авіації                                             | Хосе Мануель Херейда (Jose Manuel Heredia, Jr.)   |      |               |               |        |        |         |
|         | Міністерство фінансів                                                                 | Дін Олівер Берроу (Dean Oliver Barrow)            |      |               |               |        |        |         |